# Neuer jüdischer Friedhof (Dukla)

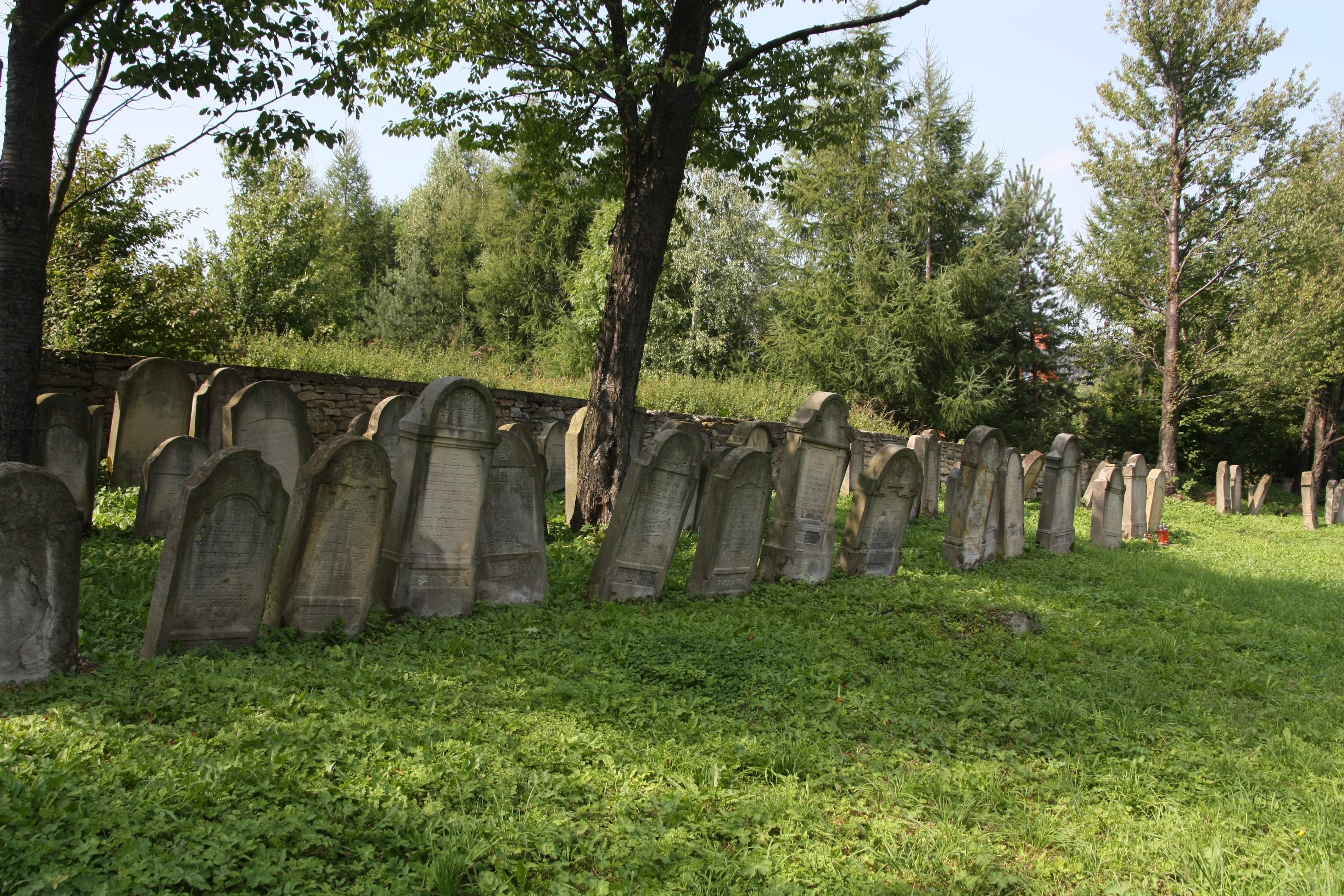
Neuer jüdischer Friedhof in Dukla

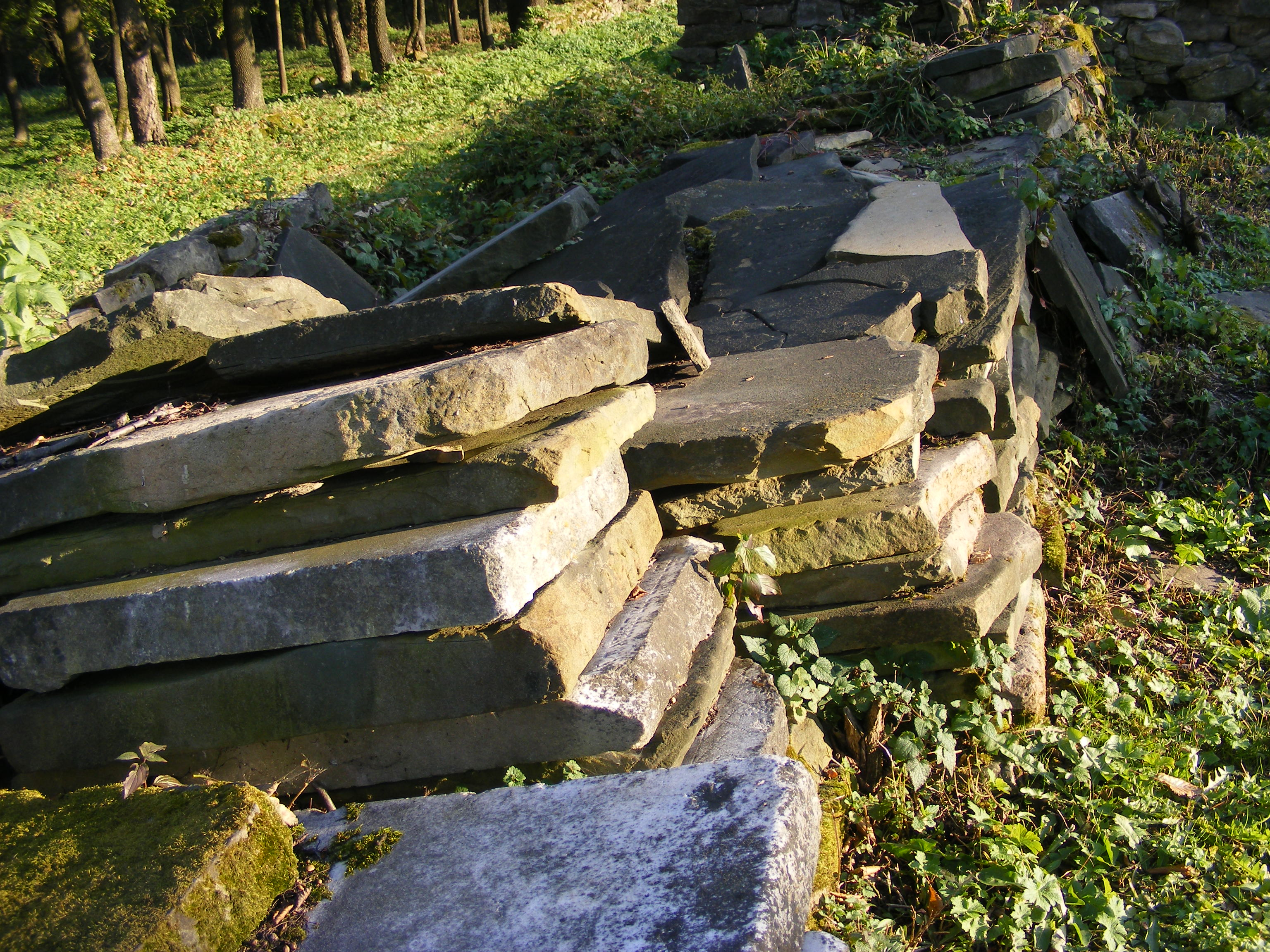
Grabsteine

Der Neue jüdische Friedhof in Dukla, einer polnischen Stadt in der Woiwodschaft Karpatenvorland, wurde um 1870 angelegt. Der jüdische Friedhof in der Nähe des alten jüdischen Friedhofs ist ein geschütztes Kulturdenkmal. 
Der Friedhof wurde während des Zweiten Weltkriegs von den deutschen Besatzern verwüstet und viele Grabsteine wurden für Baumaßnahmen verwendet. 
Heute sind noch circa 160 Grabsteine auf dem Friedhof erhalten, die meisten besitzen hebräische Inschriften.